# Taphros Jazz Festival
Il Taphros Jazz festival è una rassegna di musica jazz contemporanea che si svolge a La Maddalena (OT) e in cui si esibiscono giovani musicisti sardi e soprattutto artisti di altissimo livello nazionali e internazionali.
Si tratta di una rassegna che richiede un impegno costante da parte dell'associazione “Silene”, che dal 28 al 31 luglio 2006 dà luogo alla prima edizione del festival “Il canto delle Silene”.

## Storia
Poiché questa manifestazione ottiene un significativo successo di pubblico e di critica, grazie alla presenza e partecipazione di personaggi di grande spessore del jazz nazionale e internazionale, quali Paolo Fresu, Antonello Salis, Furio di Castri, Roberto Dani, Bebo Ferra ed altri ancora, si decide di ripeterla l'anno dopo.
La seconda edizione, infatti, che assume la nuova denominazione “Taphros Jazz Festival”, si svolge dal 1 al 5 agosto 2007 e, riconfermando una platea di musicisti di altissimo livello come Stefano Battaglia, Rita Marcotulli e uno dei decani del panorama italiano, Franco Cerri in duo con Vittorio Chessa, fa sì che, sia a livello regionale che nazionale, viene riconosciuta la valenza dell'iniziativa.
La terza edizione del Taphros Jazz Festival, che si svolge dal 28 luglio al 1º agosto 2008 nell'incredibile Fortezza dei "Colmi", autentico teatro naturale proteso verso le Bocche di Bonifacio, delizia il numerosissimo pubblico accorso sia per la unicità del sito che per la notevole qualità della musica proposta e ribadisce l'elevata qualità della manifestazione grazie, tra le altre, alla presenza di formazioni quali: Stefano Bollani con il progetto ”Carioca” e il duo francese Portal - Sclavis.
Nel quarto festival viene riconfermato il trend di alta qualità che aveva caratterizzato le precedenti iniziative grazie alla presenza della formazione di Franco D'Andrea e, soprattutto, alla esibizione del quintetto di Enrico Rava il quale festeggia proprio a La Maddalena i 70 anni di età e i 50 anni di attività artistica. E ancora Gian Luigi Trovesi septet e l'Apogeo quintet di Giovanni Tomaso.
La quinta edizione del Taphros Jazz Festival intende rimanere rigorosamente nell'ambito jazz, seppur contaminato da influenze, colori e suggestioni del mondo musicale mediterraneo.
Nelle prime due serate vengono presentati due progetti i cui band leader sono protagonisti sardi affermati anche a livello internazionale: Salvatore Maiore e Peo Alfonsi. Il 5 agosto è la volta di Ada Montellanico, musicista, autrice e cantante tra le più originali e raffinate del jazz italiano ed europeo. È quindi di scena il quartetto del trombettista Fabrizio Bosso, dotato di grandissima sensibilità e di una tecnica strumentale che si avvale di un linguaggio unico e personale che è il frutto di una grande ricerca stilistica.
L'estro, il talento puro, le capacità mimetiche della “Cosmic Band” di Gianluca Petrella, autentico, indiscusso mattatore dell'ultima edizione di Time in Jazz, caratterizza la serata del 7 agosto. Conclude la manifestazione Stefano Bollani e il suo quartetto dei “Visionari”. Parlare di Bollani ci pare superfluo. Ogni sua presenza, con il suo estro, il suo carisma di musicista, la sua fama che non conosce confini, caratterizza in modo assoluto la qualità e il successo di qualsiasi rassegna.
Con il Taphros Jazz Festival 2010 si vuole ottenere la riconferma del progetto che è iniziato nel 2005 e cioè: successo chiaro e indiscusso, entusiasmo e partecipazione sia del pubblico che assiste che dei musicisti impegnati a proporre le loro musiche in forme sempre originali che costituiscono sicure certezze circa il risultato lusinghiero che verrà conseguito. Il riscontro, ancora una volta, sarà determinato dal fatto che giungeranno, anche da località lontane, turisti e appassionati richiamati dall'evento.